# 明済
明済（みょうさい、？-応永20年8月11日（1413年9月6日） ）は、室町時代の真言宗の僧。俗姓は松本と伝えられ、豊前と称した。

## 経歴
康暦元年/天授5年（1379年）に播磨国矢野荘に東寺の夏衆から代官に赴任して、前任者である祐尊を解任に追い込んだ永和の一揆の収拾を図って荘の再建にあたる。祐尊と対立して一揆の原因を作った有力名主の実長が明徳2年（1391年）に荘の政所に盗賊に入った疑いで守護の赤松氏の兵に討たれると、矢野荘にあった実長一族の所職が守護に闕所として没収される可能性が浮上したために明済は守護側と交渉してその事態収拾にあたるが、その際にかかった費用負担を巡って、明済と百姓が対立した。矢野荘赴任当時より有徳人として知られていた明済は荘内の百姓から質入や買得によって荘内に広大な土地を有していたが、今回の交渉にあたって明済は「代官は公事を免除される」先例を利用して、その費用を全て自分以外の百姓に転化しようとしたのである。その他にも明済の支配方針に対する百姓たちの不満から、明徳4年（1393年）に再び一揆が勃発して百姓たちが逃散を起こし、一度は明済と一揆の間で妥協が成立するものの、応永4年（1397年）に再発した一揆によって政所が放火された事件の責任を取らされる形で代官を解任される。ところが、一揆に再度守護赤松氏が介入し、一揆の代表者の宥免と代官・明済の復帰を要求した。これは、一揆によって代官が解任されるという支配者にとって都合が悪い事実が国内に広がることを恐れて一揆そのものの揉み消しを当事者間に要求したのである。このため、東寺と一揆は責任者の処分取消と明済の代官復帰、実際の荘務は明済の代官（すなわち、代官の代官である「又代官」）が行うことで事態の収拾が図られた。
その後、明済は当時の夏衆としての立場に専念するが、有徳人であった彼個人が東寺に貸し付けていた金銭の存在や矢野荘においても前任者の祐尊のような全面対決を選択しなかったこともあり、今回の一揆および解任に至る経緯において全面的な責任追及を免れた。応永13年（1406年）明済はその理財能力が期待されて当時の財務責任者である惣公文（公文所の長）に任じられ、応永14年（1407年）には法眼に叙せられ、いずれも死去するまで務めた。なお、死後に東寺の調査によって少なくても各方面に1000貫文以上の貸付、その他にも土地経営や土倉への出資などによって各種の財産を持つことが明らかになり、東寺はその処理に頭を悩ませることになった。